# Piet Salomons
Pieter Johannes Alexander Salomons, detto Piet (Giacarta, 14 luglio 1924 – Schiedam, 8 ottobre 1948), è stato un pallanuotista olandese, vincitore di una medaglia di bronzo all'olimpiade di Londra 1948.
Morì suicida pochi mesi dopo le Olimpiadi.